# Chaka Khan

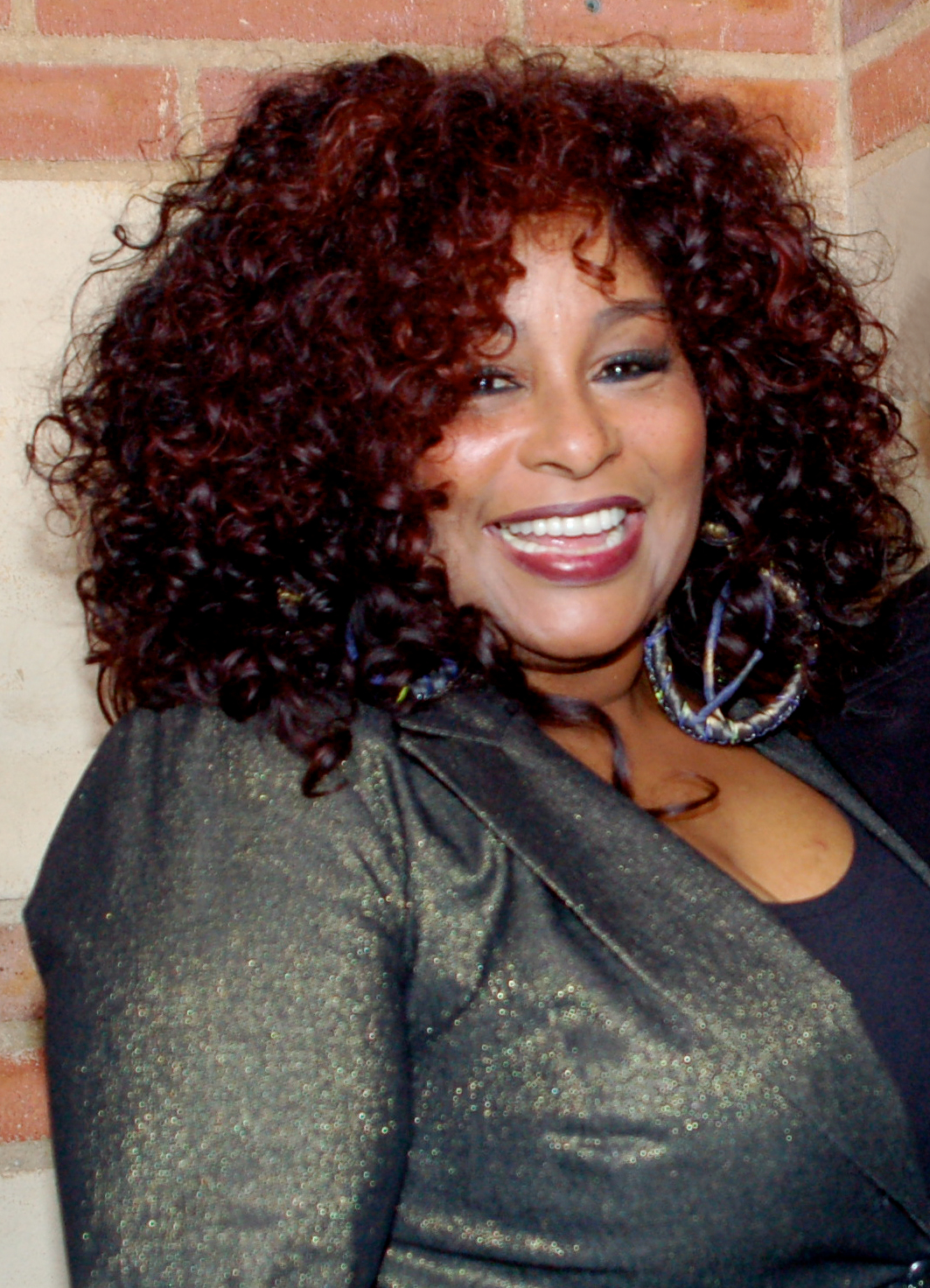
Chaka Khan, grudzień 2010

Chaka Khan, właściwie Yvette Marie Stevens (ur. 23 marca 1953 w Great Lakes) – amerykańska piosenkarka i autorka tekstów rhythmandbluesowa, jazzowa i funky.

## Życiorys
Światową karierę muzyczną rozpoczęła w połowie lat 70. jako wokalistka funkowego zespołu Rufus. Dzięki pomocy Steviego Wondera grupa szybko utrwaliła swoją pozycję na listach przebojów muzyki pop i r&b, zdobywając w roku 1974 nagrodę Grammy za utwór Tell Me Something Good. Do połowy lat 80. wraz z Rufusem nagrała wiele przebojów, m.in. Sweet Thing, Ain't Nobody, Do You Love What You Feel?, Once You Get Started. 
W międzyczasie rozpoczęła karierę solową, nagrywając w roku 1978 swój największy hit I'm Every Woman. W chórkach do utworu wystąpiła nieznana wówczas Whitney Houston, która w 1992 roku nagrała własny cover tej piosenki, czyniąc ją jeszcze większym przebojem. Kolejnym wielkim sukcesem okazał się cover utworu Prince'a I Feel For You, który w roku 1984 przyniósł jej pierwsze miejsce na amerykańskiej liście przebojów r&b. Od połowy lat 80. nagrywa wyłącznie solowe płyty, często eksperymentując i czerpiąc z wielu muzycznych stylów, takich jak gospel, pop, soul, funk, disco, jazz i hip-hop.
W czasie swojej kariery muzycznej zdobyła 8 nagród Grammy (otrzymując 18 nominacji) oraz 4 nagrody American Music Awards. W grudniu 2004 roku otrzymała tytuł doctor honoris causa słynnej uczelni muzycznej Berklee College of Music.
W 2023 wprowadzona do Rock and Roll Hall of Fame.

## Dyskografia
wspólnie z Rufusem
- Rufus (1973, MCA)
- Rags to Rufus (1974, MCA)
- Rufusized (1974, MCA)
- Rufus featuring Chaka Khan (1975, MCA)
- Ask Rufus (1977, MCA)
- Street Player (1978, MCA)
- Masterjam (1979, MCA)
- Camouflage (1981, Universal Distribution)
- Live: Stompin' at the Savoy (1983, Warner Bros.)

płyty solowe
- Chaka (1979, Warner Bros.)
- Naughty (1980, Warner Bros.)
- What Cha' Gonna Do for Me? (1981, Warner Bros.)
- Chaka Khan (1982, Import)
- Echoes of an Era (1982, Rhino)
- I Feel for You (1984, Warner Bros.)
- Destiny (1986, Warner Elektra Atlantic Corp.)
- C.K. (1988, WEA)
- The Woman I Am (1992, Warner Bros.)
- Come 2 My House (1998, NPG Records)
- ClassiKhan (2004, Agu)
- Funk This (2007, Megafan)
- Hello Happiness (2019, Diary Records)